# Chemokiny CC

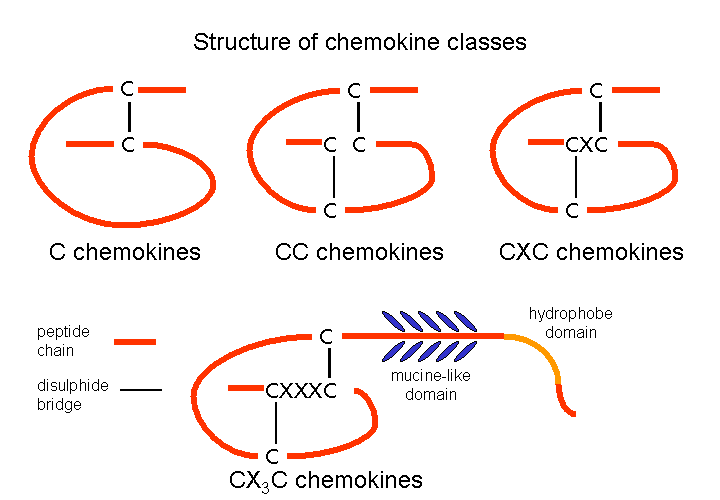
Struktura ogólna 4 klas chemokin

Chemokiny CC, daw. β-chemokiny – podrodzina chemokin, która charakteryzuje się obecnością dwóch sąsiadujących reszt cysteiny w N-końcowym odcinku łańcucha peptydowego (symbolem cysteiny jest litera C, stąd nazwa chemokiny CC). Jest to grupa kilkudziesięciu chemokin, oznaczanych symbolami CCLn (gdzie „n” to liczba). Poza dwiema kolejnymi resztami cysteiny zawierają zazwyczaj jeszcze 4 reszty tego aminokwasu (chemokiny C4-CC), a kilka z nich (CCL1, CCL15, CCL21, CCL23 i CCL28) zawiera łącznie 6 reszt cysteiny. Są kodowane przez geny na ludzkim chromosomie 17 w locus 17q11-32, na chromosomie 9 i na chromosomie 2.